# Ballyduff
Ballyduff (irisch An Baile Dubh, dt.: der schwarze Ort) ist ein Dorf bzw. eine kleine Landstadt (town) im Nordwesten des irischen County Kerry, 20 Kilometer nördlich der County-Hauptstadt Tralee und fünf Kilometer von der Atlantikküste entfernt.
Die Gemeinde Ballyduff gehört zur Baronie Clanmaurice (Clann Muiris) und zur Civil Parish Rattoo (Ráth Tuaidh).

## Lage
Ballyduff liegt nahe der Mündung des River Feale in den Ästuar des Shannon.
Die nächsten Nachbargemeinden sind Ballybunion im Norden, Listowel im Osten, Lixnaw im Südosten sowie Causeway im Südwesten.
Mit 447 Einwohnern (Volkszählung 2022) ist Ballyduff trotz seiner geringen Größe doch ein kleines Zentrum für die noch kleineren Siedlungen im Umkreis von fünf Kilometern, die aus weit voneinander entfernten einzeln stehenden Häusern und Bauernhöfen bestehen. In der sehr ländlich geprägten Umgebung dominiert die Milchviehhaltung und die Grünlandwirtschaft. Zum unmittelbaren Einzugsbereich von Ballyduff gehören folgende Townlands
| Addergown (Eadarghabhain) Ardcullen (Ard Cuilinn) Ardcullen Marshes (Currach Ard Cuilinn) Ayle (An Aill) Ballinbranhig (Baile an Bhreatnaigh) Ballincrossig (Baile an Chrosaigh) Ballyhorgan (Baile Uí Odhragáin) Ballyhorgan Marshes (Currach Bhaile Uí Odharagáin) Ballyouneen (Baile Uí Uaithnín) | Benmore (An Mhín Mhór) Bishopscourt North (Cúirt an Easpaig Thuaidh) Bishopscourt South (Cúirt an Easpaig Theas) Clooneagh (Cluain Fhiach) Cloonlogher (Cluain Lóchair) Corbally (An Corrbhaile) Derryco (Doire Cua) Drommartin (Drom Máirtín) Dromroe (An Drom Rua) | Farranedmond (Fearann Éamainn) Glanerdalliv (Gleann Ard Dalbh) Killarida (Cill Arada) Knocknacree (Cnoc na Craoibhe) Knockananore (Cnoc an Óir) Knockavaghig (Cnoc an Mhachaidh) Knockercreeveen (Cnoc Mhic Naoimhín) Knoppoge North (An Chnapóg Thuaidh) Knoppoge South (An Chnapóg Theas) Lacka East (An Leaca Thoir) | Lacka West (An Leaca Thiar) Leagh (Na Léitheanna) Leagh Marshes (Currach na Léitheanna) Lisnagoneeny (Lios na gCoiníní) Rahealy (Ráth Fhiaile) Rattoo (Ráth Tuaidh) Sheepwalk (Ré na gCaorach) Sleveen (An Sléibhín) Slievawaddra (Sliabh an Mhadra) Tullaghna (Tulaigh Lachna) |

## Geschichte
Die Siedlung Ballyduff bildete sich nahe dem ehemaligen Kloster Rattoo heraus, das um das 6. Jahrhundert von der Iroschottischen Kirche gegründet wurde und wohl noch bis zu den Desmond-Rebellionen 1581 besiedelt war.
Der einzige vollständig erhaltene irische Rundturm in der Grafschaft Kerry wird auf das späte 11. Jahrhundert datiert und steht im nahegelegenen Townland Rattoo. In der Mitte des 19. Jahrhunderts stand der Turm auf einem Erddamm in einem Sumpfgebiet. Der Sumpf wurde Ende des 19. Jahrhunderts trockengelegt und der Damm entfernt, damit die Felder bewirtschaftet werden konnten.
Am 1. November 1920 erschossen während des Irischen Unabhängigkeitskrieges die Black and Tans als Vergeltung für die Tötungen und Erschießungen von RIC-Polizisten in der Gegend einen Einheimischen, brannten die Molkerei von Ballyduff bis auf die Grundmauern nieder und brannten anschließend sieben Häuser im nahen Abbeydorney nieder. Der irische Name An Baile Dubh – frei übersetzt der schwarzer Ort – soll auf diese Ereignisse zurückgehen, nachdem die Bewohner nur noch „schwarze rauchende Ruinen“ vorfanden. Die Natur holte sich den Ort der ehemaligen Dorfstelle zurück und das Dorf wurde im nahen Townland Benmore neu aufgebaut.
Von den drei großen massiven Häusern in der Umgebung stehen nur noch zwei, „Rattoo Great House“ und „Bushmount House“. „Ballyhorgan House“ wurde 1920 unter umstrittenen Umständen niedergebrannt.

## Sehenswürdigkeiten
In der Nähe von Ballyduff bei Rattoo erreicht einer von circa 65 noch (teilweise) erhaltenen irischen Rundtürmen eine Höhe von 29,56 m und einen Basisumfang von 15 m.
Die erste St.-Peter-und-Paul-Kirche in Ballyduff wurde 1837 errichtet. 1967 wurde sie wegen Baufälligkeit abgerissen. Während der Bauarbeiten an der neuen heutigen Kirche an der gleichen Stelle wurden die Messen im Ballsaal „Hennessy’s Hall“ gelesen. Die St.-Patrick-Statue in der Kirche stammt aus dem Jahr 1929.

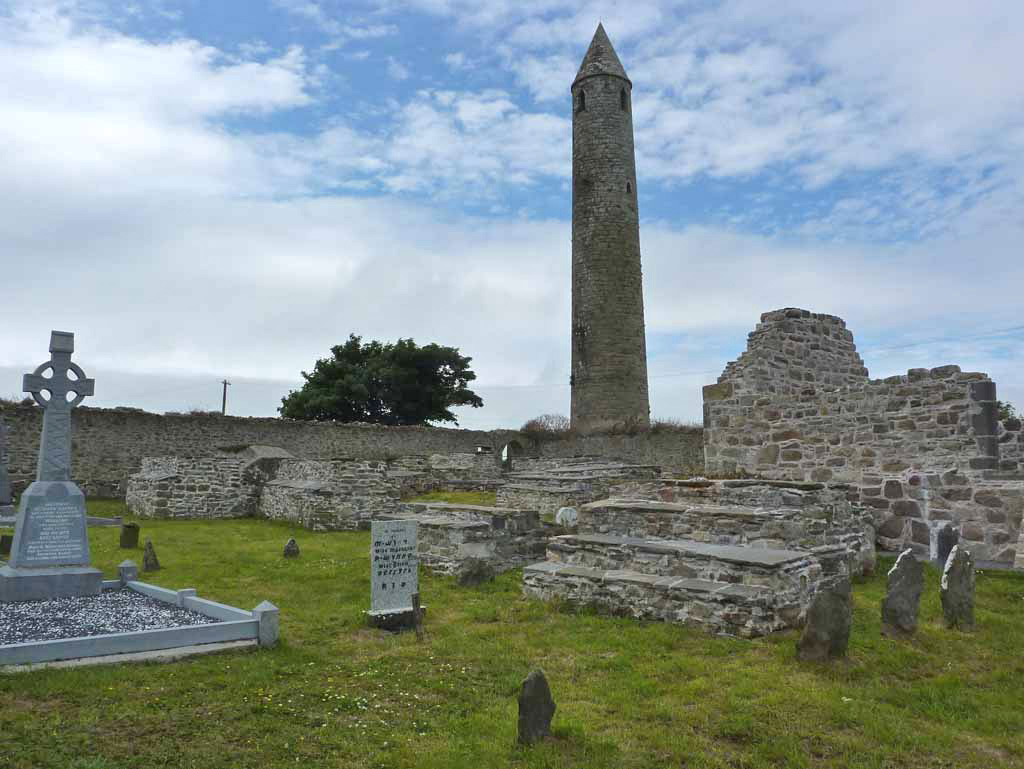
Ehemaliges Klostergelände mit dem erhaltenen Rundturm in Rattoo
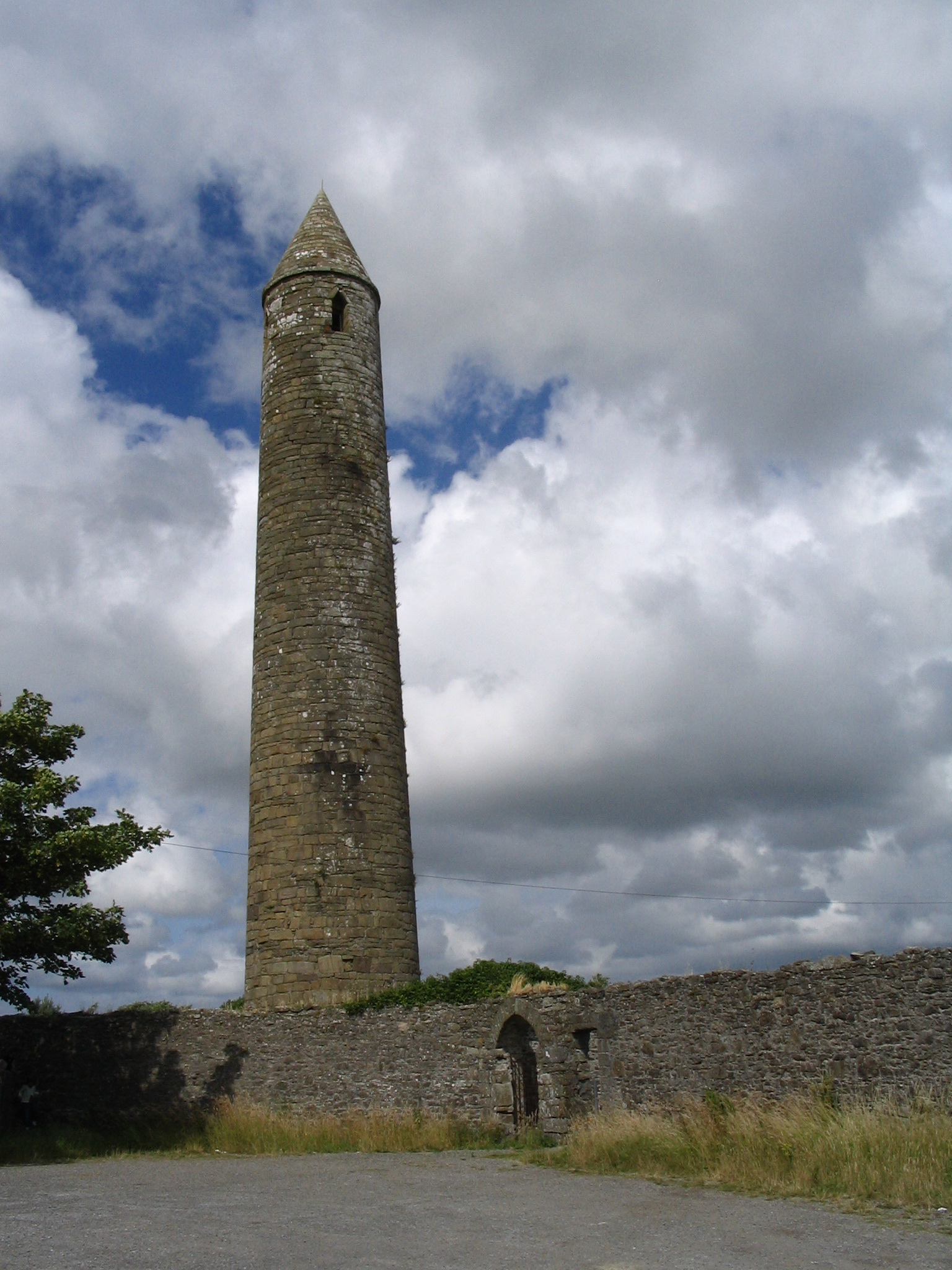
Rundturm Rattoo
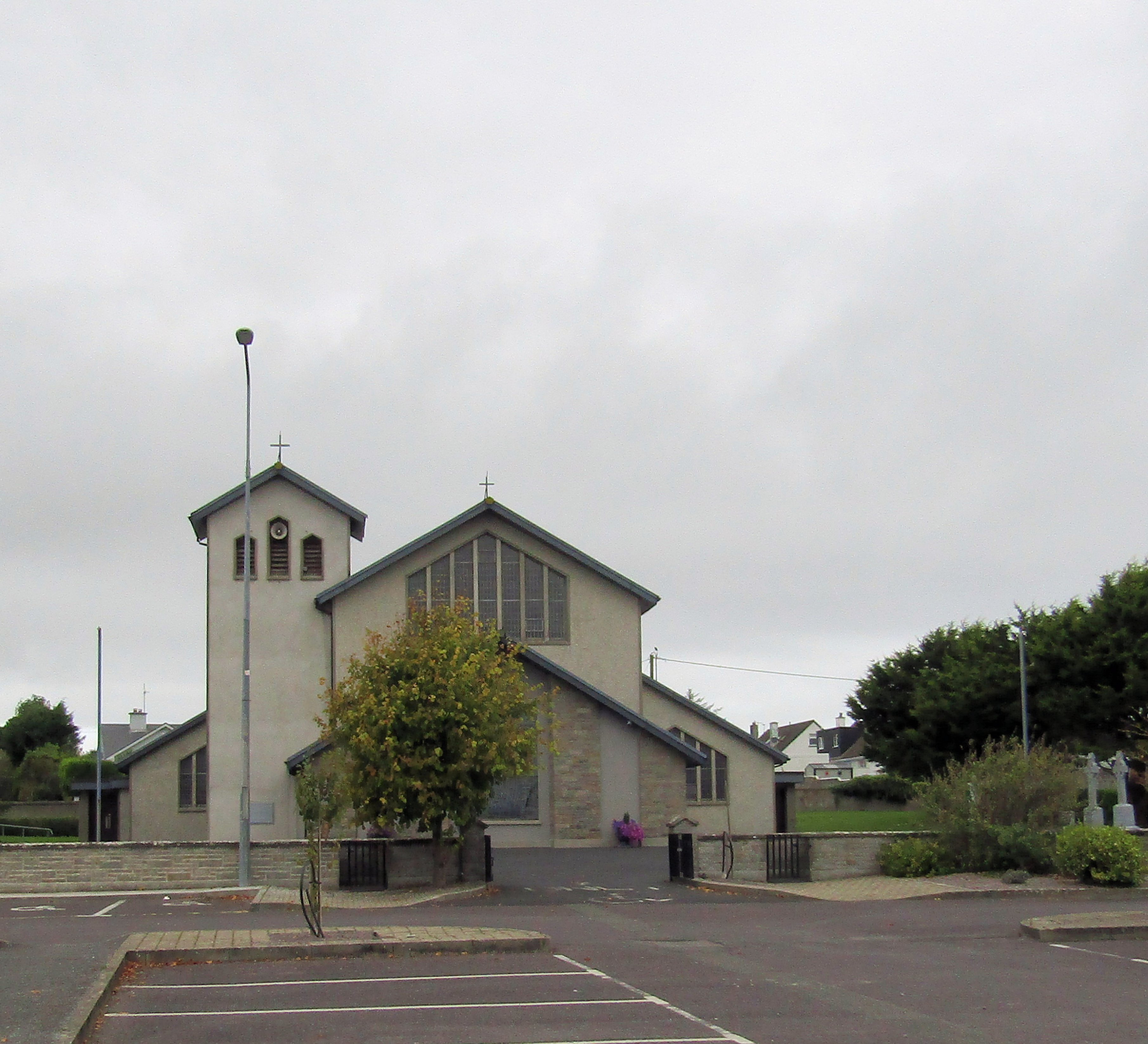
St.-Peter-und-Paul-Kirche

Ballyduff nimmt heute für die Umgebung wichtige Versorgungs- und Dienstleistungsaufgaben wahr. So gibt es hier neben der Kirche St. Peter und Paul und der Schule (Ballyduff National School) ein Lebensmittelgeschäft (Centra), eine Apotheke, zwei Restaurants und eine Kunstgalerie.

## Belege
1. ↑  Einwohner lt. citypopulation Abgerufen am 24. Dezember 2023.
2. ↑  Rundturm auf An Taisce.org (englisch)
3. ↑  Ereignisse auf militaryarchives.ie (PDF-Datei, englisch und gälisch)
4. ↑  Ortsname auf scoilbhailedhuibh.com (englisch, PDF-Datei)
5. ↑  Die großen Häuser in Ballyduff (Memento vom 23. April 2016 im Internet Archive) (englisch)
6. ↑  Geschichte auf scoilbhailedhuibh.com (englisch, PDF-Datei)